# Hrana Vuković
Hrana Vuković Kosača fue un príncipe de la Casa de Kosača, que tenía sus posesiones en la parte sureste de la actual Bosnia y Herzegovina, alrededor de la fuente del río Drina. Era hijo de Vuk Kosača y hermano menor del gran duque de Bosnia, Vlatko, a quien estuvo subordinado durante toda su vida, por lo que hay muy poca información histórica sobre él.
Estuvo casado con una tal Anka con quien tuvo tres hijos:
- Sandalj
- Vukac
- Vuk

Sus descendientes lideraron a los Kosača a finales del siglo XIV y durante el siglo XV. Se menciona en fuentes en 1378, pero no se sabe cuándo murió, aunque seguramente fue antes de la muerte de su hermano mayor Vlatko en 1392. Como miembro más joven de la familia noble, probablemente llevaba el título de príncipe, con el que se le menciona en un documento de la República de Venecia del siglo XV.